# Pata (espada)
A pata (em marata: दांडपट्टा, em hindi:  पट) é uma espada, originária do subcontinente indiano, com uma manopla integrada como proteção de mão.

## História
Criada durante o período mogol, o uso da pata na guerra parece estar restrito principalmente aos séculos XVII e XVIII quando o Império Marata ganhou destaque. Foi considerada uma arma altamente eficaz para soldados de infantaria contra cavalarias fortemente blindadas.[carece de fontes?] O governante marata, o chhatrapati Shivaji Maharaj e seu general Baji Prabhu Deshpande foram supostamente treinados no uso do pata. Quando o guarda-costas mogol Afzal Khan, Bada Sayyad, atacou Shivaji com espadas na Batalha de Pratapgad, O guarda-costas de Shivaji, Jiva Mahala, o golpeou fatalmente, cortando uma das mãos de Bada Sayyad com um pata.